# Charles de Solms-Braunfels

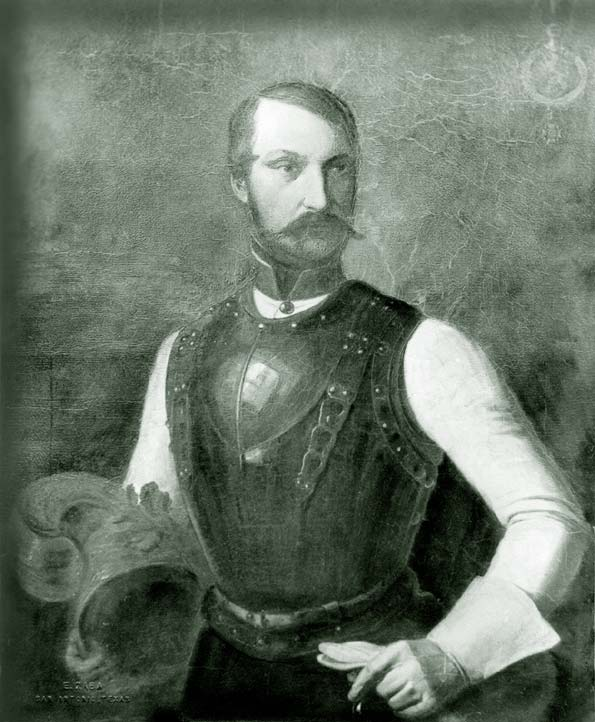
Charles prince de Solms-Braunfels (vers 1850)

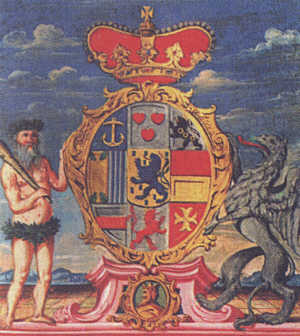
Les armoiries de la maison princière de Solms-Braunfels

Frédéric Guillaume Charles Louis Georges Alfred Alexandre prince de Solms-Braunfels, dit Texas-Carl (né le 27 juillet 1812 à Neustrelitz et mort le 13 novembre 1875 au château de Rheingrafenstein (de) près de Kreuznach) est un lieutenant-maréchal austro-hongrois et fondateur de la colonie de New Braunfels, comté de Comal au Texas (États-Unis).

## Famille
Charles de Solms-Braunfels est issu de la famille noble des princes de  Solms-Braunfels, une lignée de la noble famille Solms, et est le plus jeune fils de Frédéric-Guillaume, prince de Solms-Braunfels (1770-1814) et de Frédérique de Mecklembourg-Strelitz. (1778-1841).
Il se marie secrètement avec Louise Beyrich dans un mariage morganatique en 1834, mais se sépare d'elle début 1841 - probablement sous la pression de la famille - et obtient (avec un apanage) son anoblissement en tant que Louise von Schönau dans la noblesse grand-ducale de Hesse (Darmstadt le 25 mars 1841). Avec Louise, il a trois enfants Marie (née en 1835), Karl (né en 1837) et Mélanie (née en 1840). Son fils Karl est inscrit dans la classe de la noblesse royale bavaroise le 20 mars 1912 sous le nom de Karl von Schoenau, privatier à Munich.
De retour du Texas, Solms se marie le 3 décembre 1845 à Bendorf am Rhein avec Sophie, princesse de Löwenstein-Wertheim-Rosenberg (née le 9 août 1814 à Neustadt am Main, Basse-Franconie, Bavière ; décédée le 9 janvier 1876 à Kreuznach), veuve de la princesse de Salm-Salm, fille du prince Constantin de Löwenstein-Wertheim-Rosenberg et de la comtesse Maria Kreszentia von Königsegg-Rothenfels, et a avec elle deux fils et trois filles

## Biographie
Solms retourne dans les États allemands le 15 mai 1845, après avoir été remplacé avec succès par Otfried Hans von Meusebach (de), et rejoint l'armée. Un an plus tard, il quitte l'armée autrichienne et rejoint l'armée grand-ducale de Hesse (de) en tant que lieutenant-colonel. Mais en 1850, il retourne dans l'armée autrichienne et devient en 1859 commandant d'une brigade de  dragons sur le lac de Constance. Durant la guerre austro-prussienne de 1866, Solms combat en tant que général de division austro-hongrois et commandant de brigade de la 1re division de cavalerie de réserve dans la 10e corps d'armée sous le commandement du maréchal Ludwig von Gablenz et participe à la bataille de Wysokov le 27 juin 1866.
En 1868, Solms démissionne de l'armée austro-hongroise avec le grade de lieutenant-maréchal et de colonel-propriétaire du 9e régiment de dragons austro-hongrois et se retire dans son château de Rheingrafenstein près de Kreuznach an der. Nahe.